# Sede do BankBoston
La Sede do BankBoston è un grattacielo, alto 145 metri per 35 piani, costruito nella città di San Paolo, in Brasile; è stato completato nel 2002.
La struttura è un grande grattacielo per uffici situato a Brooklyn, vicino alla Marginal Pinheiros. Nel 2006 l'edificio fu venduto al Banco Itau, e la società BankBoston è fallita e ha cessato di esistere.